# Grote bruine vleermuis
De grote bruine vleermuis (Eptesicus fuscus) is een vleermuis uit de familie der gladneuzen (Vespertilionidae). Het is een van de grotere vleermuizen in Noord-Amerika.
De vacht is aan de bovenzijde bruin. Aan de onderzijde is deze bleker. De vleugels, oren, poten en gezicht zijn donkerbruin tot zwart van kleur. De dieren in open gebieden als woestijnen zijn lichter gekleurd dan de dieren in dichte gebieden als bossen. De grote bruine vleermuis is 106 tot 127 millimeter lang en 13 tot 18 gram zwaar.
De vleermuis komt voor in bijna geheel zuidelijk Canada, de 48 aaneengesloten Verenigde Staten van Amerika (dus niet in Alaska en Hawaï), Midden-Amerika, Colombia, Venezuela, de Bahama's en Cuba. Op Jamaica komt de verwante Eptesicus lynni voor, die mogelijk slechts een ondersoort van de grote bruine vleermuis is. Hij leeft in een groot aantal verscheidene gebieden, zoals woestijnen, landbouwgebieden, steden, bossen en parken.
De zomerverblijven bevinden zich in gebouwen en soms in boomholten, onder de bast en in grotten. Het winterverblijf ligt meestal in een gebouw, maar ook bij de ingang van grotten, mijntunnels en dergelijke. Van alle Noord-Amerikaanse vleermuizen overwintert deze soort het meest in gebouwen. Hij gaat zelden op jacht in de winter, maar teert op zijn vetreserves. Als de temperatuur gunstig is, vliegt hij om te drinken of te paren.
De grote bruine vleermuis is een snelle vlieger, die snelheden van 65 kilometer per uur kan bereiken. Met echolocatie spoort hij zijn prooi op. Dit geluid is voor de mens hoorbaar. Hij jaagt vooral op kevers, maar ook sprinkhanen, wespen en mieren. Deze vangen ze in de vlucht.
De paartijd duurt van november tot maart. Hierna trekken de vrouwtjes in de kraamkolonies. Een kraamkolonie kan rond de zeshonderd vrouwtjes bevatten. Hier worden eind mei, begin juni twee jongen geboren. Als de moeder gaat jagen, laat ze de jongen achter in de kolonie. Als een jong naar beneden valt, klimt hij terug op de muur en maakt hij scherp piepende geluiden. De moeder vindt ze zo terug. Na twee tot vier weken verlaten de jongen voor het eerst het nest.
De grote bruine vleermuis wordt maximaal 18 jaar oud.